# Serge Ducosté
Serge Ducosté (1944. február 4. – 2024. július 5.) válogatott haiti labdarúgó.

## Pályafutása

### Klubcsapatban
Az Aigle Noir csapatában játszott. 

### A válogatottban
Első mérkőzését a haiti válogatottban egy Trinidad és Tobago ellen 4–0 arányban megnyert vb-selejtező alkalmával játszotta 1968. november 23-án.
Tagja volt az 1973-as CONCACAF-bajnokságon győztes csapat keretének, ahol Trinidad és Tobago ellen kezdőként kapott szerepet.
Részt vett az 1974-es világbajnokságon, ahol pályára lépett az Argentína elleni csoportmérkőzésen.

## Sikerei, díjai
Haiti
- CONCACAF-bajnokság győztes (1): 1973